# 403 (numero)
Quattrocentotré (403) è il numero naturale dopo il 402 e prima del 404.

## Proprietà matematiche
- È un numero dispari.
- È un numero semiprimo.
- È un numero composto con 4 divisori: 1, 13, 31, 403. Poiché la somma dei suoi divisori (escluso il numero stesso) è 45 < 403, è un numero difettivo.
- È un numero palindromo nel sistema numerico binario.
- È un numero ettagonale.
- È parte delle terne pitagoriche (155, 372, 403), (396, 403, 565), (403, 2604, 2635), (403, 6240, 6253), (403, 81204, 81205).

## Astronomia
- 403P/Catalina è una cometa periodica del sistema solare.
- 403 Cyane è un asteroide della fascia principale del sistema solare.
- NGC 403 è una galassia spirale della costellazione dei Pesci.

## Astronautica
- Cosmos 403 è un satellite artificiale russo.